# TAMAT
Het Musée de la Tapisserie et des Arts Textiles of TAMAT - Centre de la Tapisserie, des Arts Muraux et des Arts du Tissu is een museum in de Belgische stad Doornik.

## Beschrijving
Het museum werd geopend in 1980 en is na een verhuizing sinds 1990 gevestigd in een neoclassicistisch herenhuis in de museumwijk van Doornik. Het museum is gewijd aan wandtapijt- en textielkunst. Het museum beschikt over een collectie van 11 bijzondere wandtapijten uit de 15e en 16e eeuw die worden toegeschreven aan de Doornikse school. Hiermee getuigen deze wandtapijten van het belang van de stad als textielcentrum tijdens de Middeleeuwen en de vroege Renaissance.
Enkele van deze aanwezige tapijten worden toegeschreven aan Pasquier Grenier.
Het museum besteed ook aandacht aan de hedendaagse vormen van wandtapijt- en textielkunst die na de Tweede Wereldoorlog een duidelijke opleving heeft gehad. In Frankrijk dankzij kunstenaar Jean Lurçat en in België dankzij de drie grondleggers van de kunstbeweging Forces Murales: Louis Deltour, Edmond Dubrunfaut en Roger Somville. In de collectie van het  museum zijn van deze drie kunstenaars werken opgenomen.
Naast het beheren en toegankelijk maken voor het publiek van hun collectie en het organiseren van tentoonstellingen besteed het museum ook aandacht aan conservatie en het doen van wetenschappelijk onderzoek. Dit onderzoek vindt plaats op het gebied van structuur, wandtapijt en textiel. Het museum beschikt tevens over een eigen atelier waarin jaarlijks een aantal studenten onder begeleiding ervaring op kunnen doen.

## Galerij

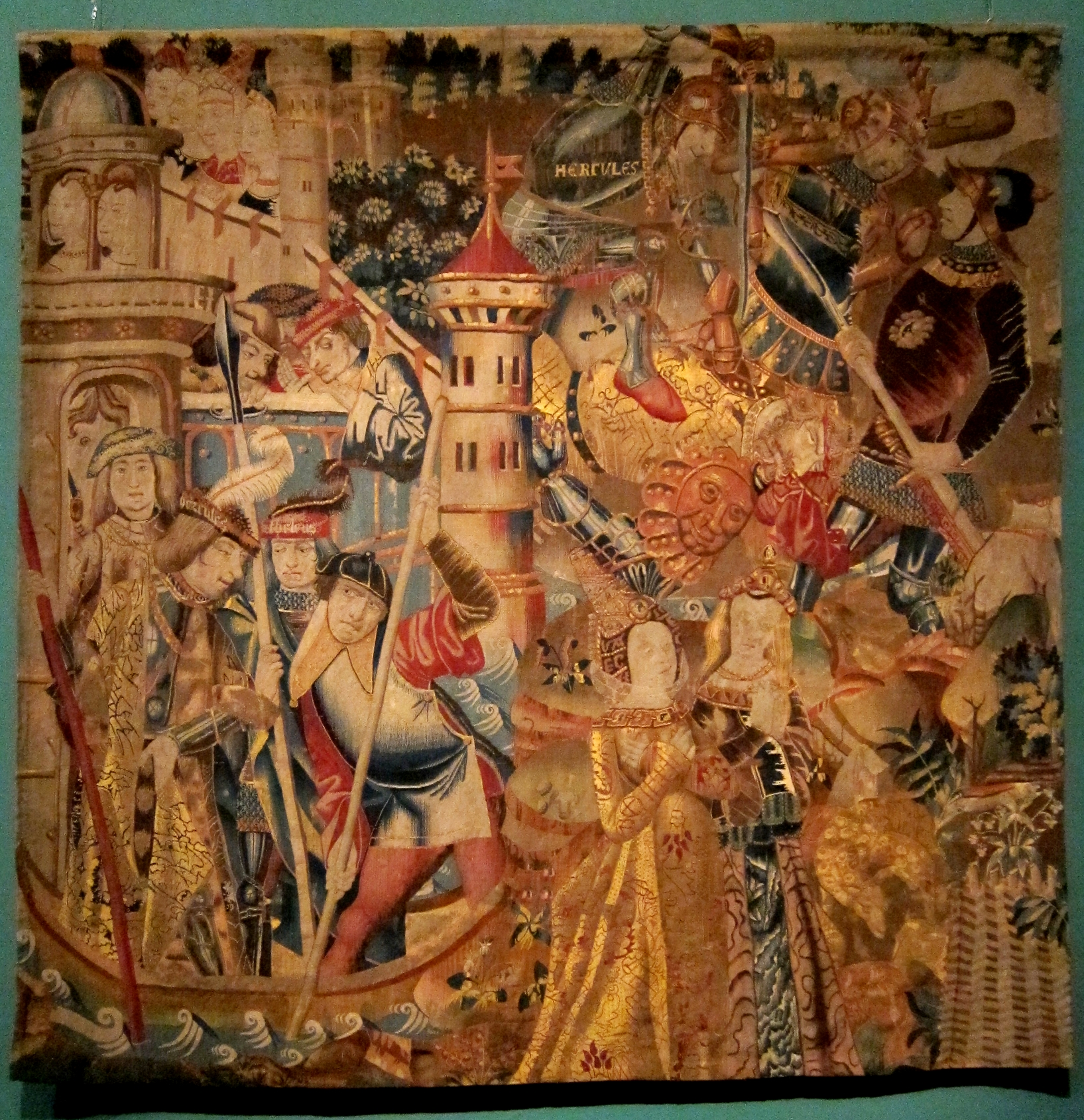
La vie d'Hercule, 15e eeuw.
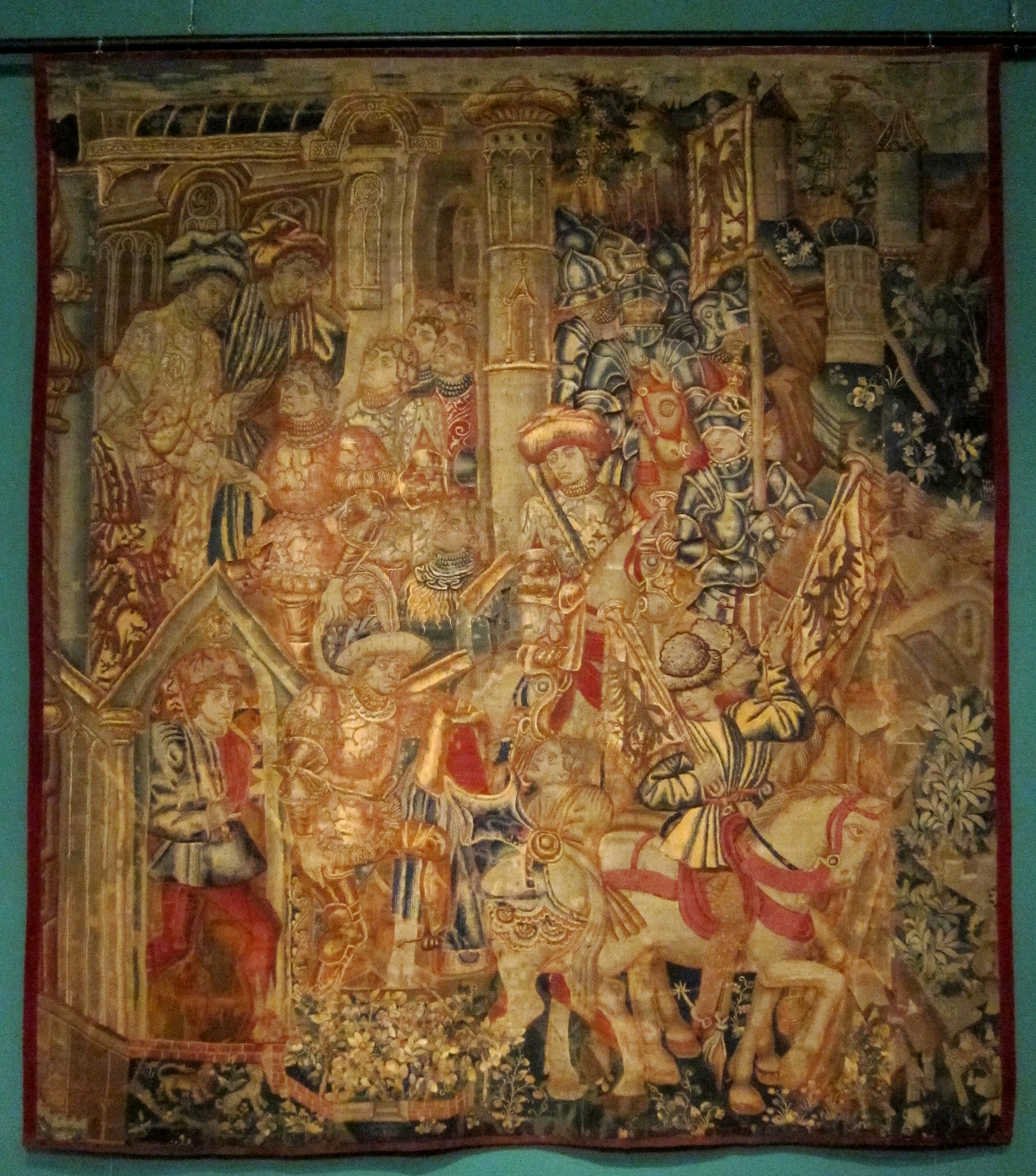
La vengeance du sauveur, 15e eeuw
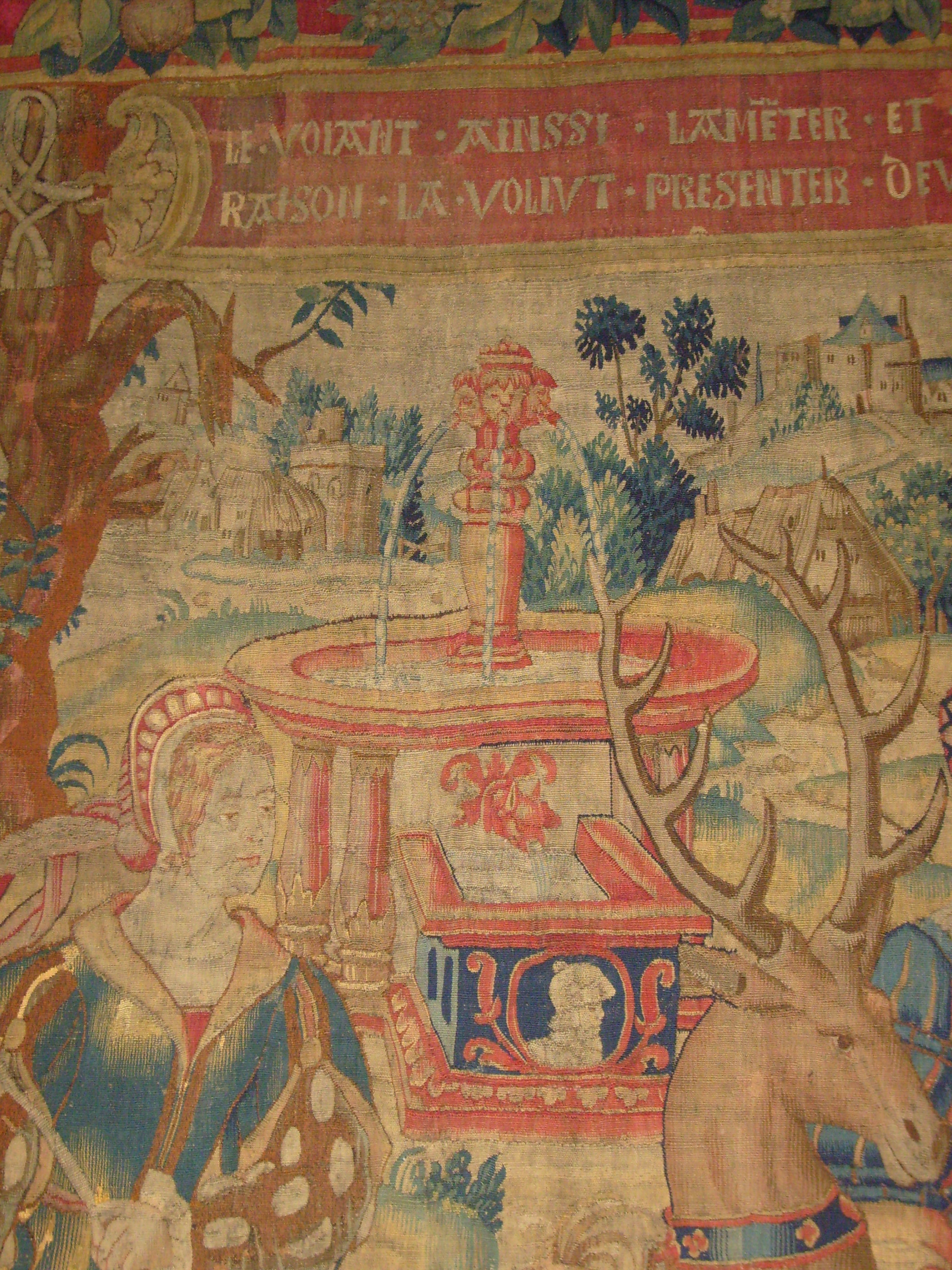